# 樹林頭境福宮
24°49′12″N 120°57′33″E / 24.820044°N 120.959189°E
樹林頭境福宮，是位於臺灣新竹市北區境福里的廟宇，主祀境主公。

## 廟史
相傳此神香火是先民從中國大陸帶來，原安置在北門街往南寮漁港間的一處樹蔭下，供來往行旅休憩時膜拜，後因香火鼎盛、樹林頭地區人口增加而於清治時期光緒三年（1877年）建廟:149。傳說建廟時有兩地競相爭取、相持不下，就有一位被認為是啞巴的流浪漢開口說話，表示神示廟應蓋在此一地址，才停止爭端；另傳說該地原為土地廟，後因境主公降乩於啞巴身上指示建廟才改為境主公廟，也因此取「境主公」「福德正神」（土地公）之起首二字命名為境福宮:147。
新竹市、樹林頭的開發與王世傑所帶領的金門拓墾集團緊密相關，此廟廟地亦據傳是由王世傑捐獻（不過學者林鍵璋認為實質上可能是由其子孫或墾號捐獻），廟中有供奉其神像，廟方尊稱為「王府大人」。新竹都城隍廟、新竹竹蓮寺等寺廟相傳在初建時也是由王世傑獻地、捐資，廟中亦供奉其長生祿位。:145:302
清治末期曾有教師在廟中教授漢文:146。日治時期明治三十二年（1899年）日本政府在此廟設立樹林頭公學校（今新竹市北門國民小學之前身:146），直到大正十年（1921年）境福宮整修，學校才遷移。此次重修由許延壽、王欽、王國林、謝水柳、蘇奇國、趙煜等人發起，於八月初八興工，同年十月十五日完工。碑記由在地人謝江春撰文，許光輝書寫。
戰後時期民國66年（1977年），士林里里長陳正忠、福林里里長郭朝宗組織委員會重建廟宇:146。民國101年（2012年）時境福宮的地址為新竹市北區境福街197號。

## 境主信仰
學者林鍵璋認為境主信仰跟明清時期泉州的舖境制度有關，舖、境都是基層的行政區劃，各境皆有一廟作為地方信仰中心，相同稱呼也尚存於泉州、金門、臺南等地；此外中國民間信仰中亦將區域守護神位階由高至低分為城隍、境主、土地公等三級，其中境主只是統稱、並非固定神明。以上風俗文化為漢人移民傳入新竹樹林頭地區，在光緒三年（1877年）由於地方人口增加而能修建地方公廟，後又模仿都城隍廟之官方信仰，形成此廟之常民信仰模式。:148-153
廟方人士認為境主公是地方司法神。:154

## 祭祀活動
此廟為樹林頭地區信仰中心，每年農曆八月十六日慶祝境主公聖誕:147、農曆四月十二舉行巡營儀式，但隨外來人口移入，宗教民俗文化式微。過去此廟轄區曾包括南寮到金山面，與新竹都城隍廟轄區的新竹街互有區隔；今轄區為廟所在的境福里，相鄰的福林里、士林里，約略同於舊時樹林頭的範圍:155。
王世傑家族的第四、五房後代聚居於此廟附近，每年元宵節都會在此舉行王世傑誕辰祭典。民國91年（2002年）廟前開始舉辦元宵提燈活動，民國95年（2006年）起每年在廟前舉辦「樹林頭文化季」，民國97年（2008年）此廟開始舉辦燒頭香、贈金鈔等活動:146，民國105年（2016年）1月至2月間文化季活動內容包含品嘗佛光山法寶寺致贈的臘八粥、冬令救濟、贈金鈔、賞花燈等，同年2月新竹市政府亦於附近東大路上，民國95年（2006年）拆除的空軍五、六、七村舊址開闢春節花海公園（即樹林頭公園）。

## 奉祀神祇
- 主神：境主尊神、田都元帥、邱府二王爺，正殿神龕陪祀蘇府王爺、梁府王爺、秦府王爺、蔡府王爺、保生大帝
- 龍龕：福德正神及夫人[註 5]；陪祀文昌帝君
- 虎龕：天上聖母、境主夫人、元帥夫人
- 左廂：註生娘娘
- 右廂：延平郡王、王世傑
- 禮斗廳：斗姥元君、北斗星君、南斗星君
- 太歲廳：太歲星君
- 從祀：文武判官、董李排爺、喜怒哀樂捕快、六將（大爺謝將軍、二爺范將軍、枷將軍、鎖將軍、牛將軍、馬將軍）

## 註解
1. ↑  臺灣尚有臺南市七股區頂潭寮永安宮主祀境主公。[1]
2. ↑  根據張德南的研究，境福宮廟中奉祀的是神位，上書「皇明顯考護糧大司馬王公世傑之神位」，此官銜與王世傑於明鄭永曆三十六年（1681年）春協助鄭氏政權鎮壓北路原住民、督運糧食北上有關，王世傑亦在此事後請墾新竹。神位原祀於樹林頭境福街王世傑五房祖祠內，後因拆屋移祀至境福宮中[6]:301，不過林鍵璋2015年的研究中附有王世傑神像照片[4]:145。
3. ↑  此尊稱見於《新竹境福宮敬奉之神仙聖佛》。
4. ↑  《新竹境福宮奉祀諸神千秋聖誕表》中並未列舉其千秋日。
5. ↑  本節內容依據林鍵璋《新竹市境福宮信仰之探究》、《新竹境福宮奉祀諸神千秋聖誕表》、《新竹境福宮敬奉之神仙聖佛》編寫。

## 外部連結
- 光緒叁年（1877年）新建境福宮捐題碑記 （页面存档备份，存于）
- 大正十年（1921年）重修境福宮記(甲) （页面存档备份，存于）
- 大正十年（1921年）重修境福宮記(乙) （页面存档备份，存于）
- 增田福太郎於昭和八年（1933年）收集的境福宮靈籤 （页面存档备份，存于）